# الكتاب المقدس (طبعة غوتنبرغ)
طبعة غوتنبرغ للكتاب المقدس هي نسخة مطبوعة لترجمة الفولجات (الدارجة) اللاتينية للكتاب المقدس طبعها يوهانس غوتنبرغ في ماينتس الألمانية في القرن الخامس عشر. ويعتبر الكتاب العمل الأهم له وله أهمية كبيرة في بدء ثورة غوتنبرغ وعصر الكتاب المطبوع.